# Supertribù
La supertribù (pl. supertribù) è una categoria tassonomica, utilizzata in biologia per la classificazione scientifica delle forme di vita. Rappresenta un taxon gerarchicamente inferiore alla infrafamiglia e superiore alla tribù).